# Ulica Fryderyka Chopina w Turku
Ulica Fryderyka Chopina – jedna z najważniejszych i najdłuższych arterii komunikacyjnych Turku. Ma długość około 2,3 km.
Przy ul. Chopina znajdują się m.in.:
- siedziba Nadleśnictwa Turek
- cmentarz komunalny
- cmentarz ewangelicko-augsburski